# جيروم روز
جيروم روز (بالإنجليزية: Jerome Rose)‏ هو عازف بيانو أمريكي، ولد في 1938.

## وصلات خارجية
- جيروم روز على موقع ميوزك برينز (الإنجليزية)
- جيروم روز على موقع أول ميوزيك (الإنجليزية)
- جيروم روز على موقع ديسكوغز (الإنجليزية)